# Lilian Calmejane
Lilian Calmejane (Albi, 6 dicembre 1992) è un ex ciclista su strada francese.
Professionista dal 2016 al 2024, ha caratteristiche di passista-scalatore, ha vinto in carriera, una tappa alla Vuelta a España 2016 e una al Tour de France 2017.

## Carriera
Dopo due anni nella formazione dilettantistica Vendée U, passa professionista nel 2016, a 24 anni, con la Direct Énergie di Jean-René Bernaudeau. Nella sua prima stagione fra i grandi coglie a sorpresa la vittoria nella quarta tappa della Vuelta a España, con arrivo in salita a San Andrés de Teixido, precedendo il colombiano Darwin Atapuma.
Nella primavera del 2017 ottiene ottimi risultati in brevi corse a tappe dell'Europe Tour: si impone infatti in una tappa e nella classifica finale sia all'Étoile de Bessèges, sia alla Settimana Internazionale di Coppi e Bartali; vince inoltre per distacco anche la quarta tappa del Circuit de la Sarthe conquistando anche la classifica generale.
Selezionato dalla Direct Énergie per il Tour de France si mette subito in evidenza entrando, da contrattaccante insieme a Thomas De Gendt, nella fuga della terza tappa (con arrivo a Longwy): sulla Côte de Villers-la-Montagne si invola in un attacco solitario, che verrà neutralizzato ai -10; ciò, a fine tappa, gli permette di salire sul palco delle premiazioni come più combattivo di giornata. Successivamente, nell'ottava tappa, con arrivo a Station des Rousses, riesce ad entrare nell'azione decisica di giornata e sulla Côte de la Combe de Laisia-Les Molunes stacca tutti i compagni di fuga (l'ultimo ad arrendersi è Robert Gesink), riuscendo a involarsi in solitaria al traguardo, pur colpito da crampi muscolari. Questo gli varrà, per la seconda volta il titolo di combattivo di giornata.

## Palmarès
- 2013 (dilettanti)

2ª tappa Week-end béarnais (cronometro)
1ª tappa Tour du bassin d'Arcachon
Grand Prix de la Seyne-sur-Mer
Trophée des châteaux aux Milandes
- 2014 (dilettanti)

2ª tappa Ronde de l'Isard d'Ariège (Muret > Bagnères-de-Luchon)
Nocturne de Albi
Jard-Les Herbiers
Chrono des Achards
- 2015 (dilettanti)

Grand Prix du Pays d'Aix
Grand Prix Souvenir Jean-Masse
La Suisse Vendéenne
2ª tappa Triptyque des Monts et Châteaux (Leuze-en-Hainaut > Mont-de-l'Enclus)
Classifica generale Triptyque des Monts et Châteaux
3ª tappa Tour de Bretagne (Baud > Cléden-Cap-Sizun)
3ª tappa Tour Nivernais Morvan
- 2016 (Direct Énergie, una vittoria)

4ª tappa Vuelta a España (Betanzos > San Andrés de Teixido)
- 2017 (Direct Énergie, sette vittorie)

3ª tappa Étoile de Bessèges (Bessèges > Bessèges)
Classifica generale Étoile de Bessèges
3ª tappa Settimana Internazionale di Coppi e Bartali (Fiorano Modenese > Sassuolo)
Classifica generale Settimana Internazionale di Coppi e Bartali
4ª tappa Circuit de la Sarthe (Angers > Pré-en-Pail-Saint-Samson)
Classifica generale Circuit de la Sarthe
8ª tappa Tour de France (Dole > Station Des Rousses)
- 2018 (Direct Énergie, due vittorie)

Drôme Classic
Parigi-Camembert
- 2019 (Direct Énergie, due vittorie)

Classic Sud Ardèche
1ª tappa Tour du Limousin (Condat-sur-Vienne > Guéret)

### Altri successi
- 2014 (dilettanti)

3ª tappa, 2ª semitappa Ronde de l'Isard d'Ariège (Boulogne-sur-Gesse, cronosquadre)
3ª tappa Tour d'Eure-et-Loir (cronosquadre)
1ª tappa Tour Nivernais Morvan (cronosquadre)
2ª tappa Grand Prix de Machecoul (cronosquadre)
- 2015 (dilettanti)

2ª tappa Tour Nivernais Morvan (cronosquadre)
2ª tappa Tour de Seine-Maritime (cronosquadre)
Classifica scalatori Tour Alsace
- 2016 (Direct Énergie)

Classifica giovani La Méditerranéenne
- 2017 (Direct Énergie)

Classifica scalatori Parigi-Nizza
Classifica a punti Settimana Internazionale di Coppi e Bartali
Dijon Criterium
- 2018 (Direct Énergie)

Classifica combinata Tour La Provence
- 2019 (Direct Énergie)

Classifica scalatori Tour La Provence
- 2020 (Total Direct Énergie)

Classifica scalatori Route d'Occitanie
- 2023 (Intermarchè-Circus-Wanty)

Classifica scalatori Tour de l'Ain

## Piazzamenti

### Grandi Giri
- Giro d'Italia

2022: 86º
2024: 42º
- Tour de France

2017: 35º
2018: 30º
2019: 106º
2020:  ritirato (8ª tappa)
2023: 77º
- Vuelta a España

2016: 70º
2021: 33º

### Classiche monumento
- Milano-Sanremo

2019: 38º
2024: 53º
- Giro delle Fiandre

2019: 40º
- Liegi-Bastogne-Liegi

2016: ritirato
2017: 56º
2018: 52º
2019: ritirato
2023: 100º
2024: 112º
- Giro di Lombardia

2017: ritirato

### Competizioni mondiali
- Campionati del mondo su strada

Bergen 2017 - In linea Elite: 85º
- Campionati del mondo gravel

Veneto 2022 - Elite: 21º

### Competizioni europee
- Campionati europei

Plumelec 2016 - In linea Elite: 90º
Plouay 2020 - In linea Elite: 84º